# آلفرد دو موسه
آلفرد دو موسه (به فرانسوی: Alfred de Musset) متولد ۱۱ دسامبر ۱۸۱۰ در پاریس، شاعر و نمایش نامه نویس فرانسوی عصر رمانتیک بود.

## زندگی‌نامه
بعد از سال ۱۸۲۹ خیلی سریع دست از تحصیلات عالی کشید وخود را وقف ادبیات کرد.
از سن ۱۷ سالگی در محافل ادبی شاعرانی چون شارل نودیه شرکت می‌کرد.
اولین مجموعه از اشعار خود را که نشان دهنده استعداد درخشانش بود در سن ۱۹ سالگی در سال ۱۸۲۹ به نام «قصه‌های اسپانیا و ایتالیا» منتشر کرد.
آثار مهم او، که از مهمترین آثار رمانتیک و همچنین تاریخ ادبیات فرانسه نیز به‌شمار می‌آیند عبارتند از: لورنزاچیو، عشق شوخی بردار نیست (برگردان فرخ صادقی کلی)، هوس‌های ماریان، اعترافات کودک قرن (برگردان ابراهیم الفت حسابی)، فانتازیو، یک هوس، در یا باید باز باشد یا بسته…

## آثار

### اشعار
- نامه‌ای به لامارتین
- امید به خداوند
- قطعات «شبها»
- منظومه «یادگار»
- رولا (به فرانسوی: Rolla) (۱۸۳۳)
- نامونا (به فرانسوی: Namouna) (۱۸۳۱)
- شب دسامبر (به فرانسوی: La Nuit de décembre) (1835)[۱]

### نمایش نامه‌ها
- «فانتازیو» (۱۸۳۳)
- «با عشق نباید شوخی کرد» (۱۸۳۴)
- «لورانزاچیو» (به فرانسوی: Lorenzaccio) (۱۸۳۴)
- «شمعدان»
- «برای هیچ چیز نباید قسم خورد»

### داستان‌ها
- سرگذشت یک سار سفید (۱۸۴۲)
- اعترافات یک کودک زمانه (رمان) (۱۸۳۶)